# Trophée de France 2012
Navigation
Édition précédente Édition suivante
Le Trophée de France est une compétition internationale de patinage artistique qui se déroule en France au cours de l'automne. Il accueille des patineurs amateurs de niveau senior dans quatre catégories : simple messieurs, simple dames, couple artistique et danse sur glace. En 2012 il s'appelait également Trophée Éric Bompard.
Le vingt-sixième Trophée de France est organisé du 15 au 18 novembre 2012 au palais omnisports de Paris-Bercy. Il est la cinquième compétition du Grand Prix ISU senior de la saison 2012/2013.

## Résultats

### Messieurs

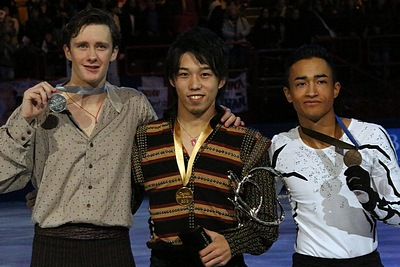
Podium des Messieurs

| Rang    | Nom               | Pays       | Points | Programme court | Programme court | Programme libre | Programme libre |
| ------- | ----------------- | ---------- | ------ | --------------- | --------------- | --------------- | --------------- |
| 1       | Takahito Mura     | Japon      | 230.68 | 2               | 76.65           | 2               | 154.12          |
| 2       | Jeremy Abbott     | États-Unis | 227.63 | 1               | 81.18           | 3               | 146.45          |
| 3       | Florent Amodio    | France     | 214.25 | 7               | 60.13           | 1               | 154.12          |
| 4       | Brian Joubert     | France     | 210.16 | 3               | 75.46           | 5               | 134.70          |
| 5       | Song Nan          | Chine      | 205.48 | 6               | 65.75           | 4               | 139.73          |
| 6       | Jinlin Guan       | Chine      | 191.99 | 5               | 65.77           | 6               | 126.22          |
| 7       | Chafik Besseghier | France     | 183.32 | 8               | 58.28           | 7               | 125.04          |
| 8       | Tomáš Verner      | Tchéquie   | 181.72 | 9               | 57.40           | 8               | 124.32          |
| Abandon | Jorik Hendrickx   | Belgique   |        | 4               | 68.90           |                 |                 |

### Dames

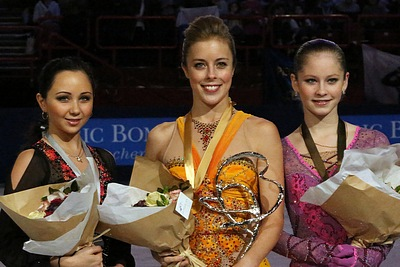
Podium des Dames

| Rang | Nom                    | Pays        | Points | Programme court | Programme court | Programme libre | Programme libre |
| ---- | ---------------------- | ----------- | ------ | --------------- | --------------- | --------------- | --------------- |
| 1    | Ashley Wagner          | États-Unis  | 190.63 | 2               | 63.09           | 1               | 127.54          |
| 2    | Elizaveta Tuktamysheva | Russie      | 179.62 | 3               | 58.26           | 2               | 121.36          |
| 3    | Ioulia Lipnitskaïa     | Russie      | 179.31 | 1               | 63.55           | 3               | 115.76          |
| 4    | Christina Gao          | États-Unis  | 164.71 | 7               | 52.55           | 4               | 112.16          |
| 5    | Maé-Bérénice Meité     | France      | 157.58 | 4               | 54.83           | 5               | 102.75          |
| 6    | Polina Korobeynikova   | Russie      | 144.82 | 5               | 54.50           | 7               | 90.32           |
| 7    | Jelena Glebova         | Estonie     | 140.86 | 6               | 52.61           | 9               | 88.25           |
| 8    | Jenna McCorkell        | Royaume-Uni | 135.40 | 10              | 43.15           | 6               | 92.25           |
| 9    | Joshi Helgesson        | Suède       | 133.77 | 9               | 45.19           | 8               | 88.58           |
| 10   | Léna Marrocco          | France      | 132.44 | 8               | 48.86           | 10              | 83.58           |

### Couples
| Rang | Nom                               | Pays   | Points | Programme court | Programme court | Programme libre | Programme libre |
| ---- | --------------------------------- | ------ | ------ | --------------- | --------------- | --------------- | --------------- |
| 1    | Yuko Kavaguti / Alexandre Smirnov | Russie | 187.99 | 1               | 66.78           | 2               | 121.21          |
| 2    | Meagan Duhamel / Eric Radford     | Canada | 186.71 | 2               | 62.28           | 1               | 124.43          |
| 3    | Stefania Berton / Ondřej Hotárek  | Italie | 169.49 | 4               | 57.30           | 6               | 112.19          |
| 4    | Peng Cheng / Zhang Hao            | Chine  | 167.76 | 3               | 59.92           | 5               | 107.84          |
| 5    | Ksenia Stolbova / Fedor Klimov    | Russie | 166.73 | 5               | 53.64           | 3               | 113.09          |
| 6    | Vanessa James / Morgan Ciprès     | France | 163.65 | 7               | 51.44           | 4               | 112.21          |
| 7    | Daria Popova / Bruno Massot       | France | 151.34 | 6               | 52.96           | 7               | 98.38           |

### Danse sur glace
| Rang    | Nom                                     | Pays        | Points | Danse courte | Danse courte | Danse libre | Danse libre |
| ------- | --------------------------------------- | ----------- | ------ | ------------ | ------------ | ----------- | ----------- |
| 1       | Nathalie Péchalat / Fabian Bourzat      | France      | 168.90 | 1            | 68.48        | 1           | 100.42      |
| 2       | Anna Cappellini / Luca Lanotte          | Italie      | 153.26 | 2            | 66.18        | 4           | 87.08       |
| 3       | Ekaterina Riazanova / Ilia Tkachenko    | Russie      | 146.03 | 3            | 58.23        | 3           | 87.80       |
| 4       | Madison Hubbell / Zachary Donohue       | États-Unis  | 145.23 | 4            | 56.54        | 2           | 88.69       |
| 5       | Julia Zlobina / Alexei Sitnikov         | Azerbaïdjan | 140.30 | 5            | 54.76        | 5           | 85.54       |
| 6       | Piper Gilles / Paul Poirier             | Canada      | 135.86 | 6            | 51.99        | 6           | 83.87       |
| 7       | Ekaterina Pushkash / Jonathan Guerreiro | Russie      | 128.26 | 7            | 49.88        | 7           | 78.38       |
| 8       | Pernelle Carron / Lloyd Jones           | France      | 120.23 | 8            | 48.35        | 8           | 71.88       |
| Forfait | Tiffany Zahorski / Alexis Miart         | France      |        |              |              |             |             |

## Source
- Résultats du Trophée Éric Bompard 2012 sur le site de l'ISU
- Patinage Magazine N°133 (Hiver 2012-2013)